# レッスルマニアVII
レッスルマニアVII（レッスルマニアセヴン、WrestleMania VII）は、1991年3月24日にアメリカ合衆国のプロレス団体WWE（当時はWWF）が開催した年間最大の興行およびPPVの名称である。

## 概要
レッスルマニアVIIでは、2つのビッグマッチが組まれた。まず、当時アメリカと開戦中であったイラクに（設定上）心を売ったWWF王者のサージェント・スローターに対してハルク・ホーガンが挑むメインイベント。ホーガンはロイヤルランブルで優勝し、オール・アメリカンとしての王座挑戦となった。また、前年のレッスルマニアVIでホーガンを破りWWFの看板選手になったアルティメット・ウォリアーと、彼が王座陥落をしたきっかけになったランディ・サベージの因縁の一戦（ロイヤルランブルでのサベージによる乱入・王杖での頭部への攻撃で、ウォリアーはスローターに敗北）も実現した。
他にも、"ザ・ミリオンダラー・マン" テッド・デビアスに対し、彼の召使であったバージルが反旗を翻し一矢報いた試合や、ジェイク "ザ・スネーク" ロバーツとリック "ザ・モデル" マーテルの「目隠しマッチ」なる特異な試合も組まれた。
- 本大会は当初の予定では前年のレッスルマニアVI、翌年のレッスルマニアVIIIと並び3部作で大規模なスタジアム会場にて開催されるはずであった。しかし、スローターとホーガンの湾岸戦争アングルが全米のマスコミからバッシングを浴びたこと、テロ対策、チケットの売り上げ不振などにより、急遽中規模会場での開催に変更された[1]。また、開催1か月前に行われた全米のテレビ視聴者を対象としたアンケートでは、プロレスが「視聴者が嫌いなスポーツ」の1位となった他、WWFにも約500件の抗議電話が寄せられたという[1]。

- 当時のWWFがSWSと業務提携していたこともあり、SWSのエースである天龍源一郎と北尾光司が出場し、デモリッションを相手に勝利している。両名は本大会までにWWFには未登場であったため、当日の試合前には紹介のインタビューが流された。

- 後にレッスルマニアにおいて連勝記録を続けるジ・アンダーテイカーは、本大会がレッスルマニア初出場となった。

- オープニングではウィリー・ネルソンが "美しきアメリカ" を独唱。

## 結果
- ダーク・マッチ -Dark Match-

○ココ・B・ウェア vs ブルックリン・ブローラー●
- ○ザ・ロッカーズ (ショーン・マイケルズ&マーティ・ジャネッティ) vs ハク&ザ・バーバリアン (w / ボビー・ヒーナン)●

- ○テキサス・トルネード vs ディノ・ブラボー (w / ジミー・ハート)●

- ○ブリティッシュ・ブルドッグ vs ザ・ウォーロード (w / スリック)●

- WWF世界タッグ王座戦 -WWF Tag Team Championship-

●ハート・ファウンデーション (ブレット・ハート&ジム・ナイドハート) (c) vs ナスティ・ボーイズ (ブライアン・ノッブス&ジェリー・サッグス) (w / ジミー・ハート)○
- 目隠し戦 -Blindfold Match-

○ジェイク "ザ・スネーク" ロバーツ vs リック "ザ・モデル" マーテル●
- ○ジ・アンダーテイカー (w / ポール・ベアラー) vs ジミー・スヌーカ●

- 敗者引退マッチ -Retirement Match-

○アルティメット・ウォリアー vs ランディ・サベージ (w / センセーショナル・シェリー)●
- ○天龍源一郎&北尾光司 vs デモリッション (スマッシュ&クラッシュ) (w / ミスター・フジ)●

- WWFインターコンチネンタル王座戦 -WWF Intercontinental Championship-

●ミスター・パーフェクト (c) (w / ボビー・ヒーナン) vs ビッグ・ボスマン○
反則裁定のため王座移動せず
- ○アースクエイク (w / ジミー・ハート) vs グレッグ・バレンタイン●

- ○リージョン・オブ・ドゥーム (ホーク&アニマル) vs パワー&グローリー (ハーキュリーズ&ポール・ローマ) (w / スリック)●

- ○バージル (w / ロディ・パイパー) vs テッド・デビアス●

- ○ザ・マウンティー (w / ジミー・ハート) vs ティト・サンタナ●

- WWF世界ヘビー級王座戦 -WWF Championship-

●サージェント・スローター (c) (w / ジェネラル・アドナン) vs ハルク・ホーガン○